# 이홍열 (육상 선수)
이홍열(1961년 3월 15일 ~ )은 대한민국의 육상 선수이다. 1984년 하계 올림픽 마라톤에 참가했다.